# رافائل نوزو
رافائل نوزو (انگلیسی: Raffaele Nuzzo؛ زادهٔ ۲۱ فوریهٔ ۱۹۷۳) بازیکن فوتبال اهل ایتالیا است.
از باشگاه‌هایی که در آن بازی کرده‌است می‌توان به باشگاه فوتبال اینتر میلان، باشگاه فوتبال رجانا، باشگاه فوتبال ویگان اتلتیک، باشگاه فوتبال کاونتری سیتی، باشگاه فوتبال لیورنو، و باشگاه فوتبال یو. اس. پرگولیتزه اشاره کرد.